# NGC 7546
NGC 7546 este o galaxie situată în constelația Peștii. A fost descoperită în 1 octombrie 1864 de către Albert Marth.